# Епифанский район
Епифанский район — административно-территориальная единица в составе Тульской губернии, Московской области и Тульской области РСФСР, существовавшая в 1924—1958 годах. Административный центр — Епифань.
Епифанский район был образован в 1924 году в составе Епифанского уезда Тульской губернии. В августе 1924 в связи с ликвидацией Епифанского уезда район был передан в Богородицкий уезд.
В 1926 году все уезды Тульской губернии были упразднены и Епифанский район перешёл в прямое подчинение Тульской губернии. В это время район включал 29 сельсоветов, 95 селений, 7295 дворов и 42 466 жителей.
Летом 1929 года Тульская губерния была упразднена и Епифанский район вошёл в состав Тульского округа Московской области. При этом к нему отошла часть Клекотковского района.
На тот момент в состав Епифанского района входили следующие сельсоветы:
- из Епифанского района: Березовский, Богдановский, Бутырский, Грязновский, Дуровский, Епифанский, Козловский, Кораблинский, Краснобуйцкий, Красноосетриковский, Куликовский, Липовский, Метеневский, Милославский, Монастырщинский, Муравлянский, Писаревский, Пыжовский, Рактитинский, Рождественский, Семеновский, Старогатский, Сухановский и Чебышевский;
- из Клекотковского района: Барановский, Бучальский, Красновский, Львовский, Молоденский, Прилипкинский, Таболовский, Таракановский, Хованский и Черемуховский.

В 1930 году округа были упразднены и район перешёл в прямое подчинение Московской области.
30 июня 1931 года в Епифанском районе был образован Казановский с/с.
10 декабря 1932 года из Богородицкого района в Епифанский были переданы Бахметьевский, Бестужевский, Богдановский, Владимирский, Муровлянский и Пестовский с/с.
25 декабря 1933 года из Богородицкого района в Епифанский был передан Ильинский с/с.
1 ноября 1935 года Львовский с/с был передан в Горловский район, а Ильинский — в Товарковский район.
2 апреля 1937 года село Епифань получило статус рабочего посёлка.
26 сентября 1937 года Епифанский район был включён в состав Тульской области.
18 июня 1954 года были упразднены Бестужевский, Козловский, Писарёвский, Пыжовский сельсоветы. Территория Бестужевского сельсовета была передана в Бутырский сельсовет, территория Козловского сельсовета — в Ракитинский сельсовет, территория Писарёвского сельсовета — в Ракитинский сельсовет, территория Пыжовского сельсовета — в Ракитинский сельсовет.
1 августа 1958 года Епифанский район был упразднён, а его территория разделена между Донским (Бутырский, Ракитинский, Романцевский сельсоветы) и Кимовским (Барановский, Бучальский, Кораблинский, Милославский, Моденовский, Рождественский, Софьинский, Сухановский, Тобольский, Хованский сельсоветы, Епифанский, Казановский поссоветы) районами.